# Mrzlo Polje, Laško
Mrzlo Polje (za domačine tudi Marof) je vas v krajevni skupnosti Jurklošter, Občina Laško. 
Proti jugu je hrib Rudenik, zahodno Voluška gora, na severu Blatni vrh, vzhodu Peč in jugovzhodu Bohor.